# Go-Saga Tennō
Go-Saga Tennō (後嵯峨天皇?) (1 de abril de 1220-17 de marzo de 1272) fue el 88.º emperador de Japón, según el orden tradicional de sucesión. Reinó entre 1242 y 1246. Antes de ser ascendido al Trono de Crisantemo, su nombre personal (imina) era Príncipe Imperial Kunihito (邦仁親王 Kunihito-shinnō?).

## Genealogía
Fue el segundo hijo de Tsuchimikado Tennō, y primo tercero de su predecesor, el Shijō Tennō.
- Emperatriz: Saionji (Fujiwara) ¿?? (西園寺（藤原）姞子)

- Cuarto hijo: Príncipe Imperial Hisahito (久仁親王¸ futuro Emperador Go-Fukakusa)
- Primera hija: Princesa Imperial Sōko (綜子内親王)
- Séptimo hijo: Príncipe Imperial Tsunehito (恒仁親王, futuro Emperador Kameyama)
- Undécimo hijo: Príncipe Imperial Masataka (雅尊親王)
- Decimotercero hijo: Príncipe Imperial Sadayoshi (貞良親王)

- Dama de honor: Taira ¿?? (平棟子)

- Tercer hijo: Príncipe Imperial Munetaka (宗尊親王, sexto shōgun Kamakura)

- Sirviente: Fujiwara Hiroko (藤原博子)

- Octavo hijo: Príncipe Imperial y Monje Kakujo (覚助法親)
- Segunda hija: ¿? (柳殿)
- Sexta hija: Princesa Imperial  ¿?? (懌子内親王)

## Biografía
En 1221, su padre el emperador Tsuchimikado fue exiliado a la provincia de Tosa, pero el Príncipe Imperial Kunihito fue adoptado por su familia materna.
En 1242, ocurre la muerte repentina del emperador Shijō a los diez años, y no tuvo herederos. Se inició un conflicto entre la Corte Imperial de Kioto y el shogunato Kamakura acerca del sucesor. La nobleza, liderada por Kujō Michiie, apoyaba al Príncipe Imperial Tadanari, hijo del emperador Juntoku; no obstante, el shikken Hōjō Yasutoki negó el apoyo a los hijos del emperador Juntoku, debido a su complicidad con la Guerra Jōkyū. Michiie decidió apoyar al hijo del emperador Tsuchimikado, el Príncipe Imperial Kunihito, quien era considerado neutral en el conflicto. 
El príncipe Kunihito, a los veintiún años, asumió el trono el 21 de febrero de 1242 con el nombre de Emperador Go-Saga. Sin embargo, el 16 de febrero de 1246, abdicó a los veinticinco años a favor de su hijo, el emperador Go-Fukakusa, y se convierte en Emperador Enclaustrado. 
En 1259 presionó a su hijo para que abdicase a favor de su otro hijo, el emperador Kameyama. Otro de sus hijos, el príncipe Munetaka se convirtió en shōgun del shogunato Kamakura, desplazando a los regentes del clan Hōjō. A partir de entonces, los shogun Kamakura vendrían de la Casa Imperial. Aun así, el clan Hōjō mantendría el poder tras bastidores del shogunato.
En 1272 falleció a la edad de 51 años. Los descendientes de sus dos hijos que llegaron a ser emperadores, formaron dos ramas, el Jimyōin-tō (descendientes del Emperador Go-Fukakusa) y el Daikakuji-tō (descendientes del Emperador Kameyama).

## Kugyō
- Sesshō:
- Daijō Daijin
- Sadaijin:
- Udaijin:
- Nadaijin:
- Dainagon:

## Eras
- Ninji (1240 – 1243)
- Kangen (1243 – 1247)